# Bogdan Vasile
Bogdan Adrian Vasile (sinh ngày 2 tháng 2 năm 1995) là một cầu thủ bóng đá người România thi đấu ở vị trí tiền vệ cho Dunărea Călărași. Vasile lớn lên tại Gheorghe Hagi Football Academy, nhưng chưa bao giờ thi đấu cho đội một, Viitorul Constanța. Anh được cho mượn đến các đội bóng như: Voluntari, Chindia Târgoviște hay Zimbru Chișinău cho đến mùa hè năm 2017 khi anh ký hợp đồng với Dunărea Călărași.